# Richard Müller-Uri
Richard Müller-Uri (* 7. Februar 1859 in Hüttensteinach (Thüringen); † 5. Juli 1929 in Braunschweig) war ein deutscher Glasbläser und Instrumentenbauer.
Der Familientradition folgend, erlernte Richard Müller-Uri bei Familienangehörigen das Glasbläserhandwerk. Seine letzte Station war die Werkstatt des Geißler-Nachfolgers Franz Müller in Bonn. Zum Erwerb kaufmännischer Kenntnisse besuchte er Kurse an Wirtschaftsschulen, darunter in England und Ungarn. 
Auch an seinen naturwissenschaftlichen Kenntnissen, die ihm als Instrumentenbauer zugutekamen, die ihm die wissenschaftliche Durchdringung seiner Fabrikate ermöglichten, arbeitete er, indem er Physikvorlesungen bei Heinrich Hertz und Vorlesungen in Chemie bei August Kekulé von Stradonitz besuchte.
1894 stieg Richard Müller-Uri bei seinem Vetter Louis Müller-Unkel als Teilhaber in dessen Geschäft in Braunschweig. Unterschiedliche Auffassungen über die Unternehmensführung sorgten jedoch dafür, dass sich beide nach nur wenig mehr als einem Jahr wieder trennten. Er gründete eine eigene Produktionswerkstatt für Gasentladungsröhren, die er auf den „Handel mit chemischen und physikalischen Apparaten und Utensilien“ ausweitete.
Er baute Kontakte zur Technischen Hochschule Braunschweig auf, wurde Mitglied im naturwissenschaftlichen Verein, wo er regelmäßig über Neuerungen im Instrumentenbau referierte. Mehrfach hat er an Versammlungen der Gesellschaft Deutscher Naturforscher und Ärzte teilgenommen und hier ebenfalls über Produkte aus seiner Werkstatt referiert.
Für Universitäten entwickelte er Gasentladungsröhren in „extragrossen Abmessungen“, damit Entladungserscheinungen „auch für weniger scharfe Augen in den grössten Auditorien noch auf den weiter abliegenden Plätzen sichtbar“ wurden. Für die Demonstration von Spektralröhren, als ein weiteres Beispiel seiner technologischen Entwicklungen angeführt, konstruierte er eine Kammer, in der gleich mehrere Röhren untergebracht werden konnten. Über einen Revolvermechanismus ließen sich diese der Reihe nach in Betrachtungsposition bringen.
Auf beeindruckende Weise gelang es Richard Müller-Uri, sich in den rasant entwickelnden Markt für Röntgenröhren einzuschalten. Er entwickelte eine Röhre, die speziell für die Strahlenbehandlung von Hauttuberkulose (lupus vulgaris) ausgerichtet war. Insgesamt brachte er 34 durch Patent geschützte Gerätekonstruktionen heraus.
Er nahm auch ein in den USA entwickeltes Beleuchtungssystem in sein Vertriebsprogramm auf, obwohl dieses von Physikern und Technikern hart kritisiert und geringschätzig bewertet wurde. Es handelte sich um den Vorläufer unserer heutigen Leuchtstoffröhren.
Richard Müller-Uri vertrieb neben eigenen Fabrikaten zunehmend Produkte anderer Hersteller. Er baute ein Unternehmen auf, das man heute wohl kurz als Lehrmittelfirma bezeichnen würde. Weltweit finden sich heute noch Geräte des Braunschweiger Unternehmens an Schulen, Universitäten und in Museen. Das Deutsche Museum in München präsentiert zwei Gasentladungsröhren (Blume, elektrisches Ei) in der Dauerausstellung.
Am 12. Dezember 1950 wurde das Unternehmen Richard Müller-Uri – Glastechnische Erzeugnisse, Laboratoriumsbedarf, Apparate für chem. u. phys., meteorol. u. bacteriol. Institute, das nach Müller-Uris Tod von seiner Familie weiter geführt worden war, aus dem Handelsregister gelöscht.